# NGC 6214
NGC 6214 (również PGC 58709 lub UGC 10507) – galaktyka spiralna (Sbc), znajdująca się w gwiazdozbiorze Smoka. Odkrył ją Lewis A. Swift 2 sierpnia 1884 roku.